# Jan Stanisław Prokop
Jan Stanisław Prokop (ur. 22 kwietnia 1914 we Lwowie, zm. 22 stycznia 1968 w Londynie) – oficer Wojska Polskiego i Polskich Sił Zbrojnych, instruktor harcerski.

## Życiorys
Był synem Jana (oficera armii austriackiej, urzędnika starostwa grodzkiego w Krakowie) i Stanisławy z Hofferków. W 1932 ukończył w Krakowie szkołę średnią. W tym okresie związał się z harcerstwem – wstąpił do VIII Krakowskiej Drużyny Harcerzy im. Sienkiewicza. W kolejnych latach działał w Chorągwi Krakowskiej, m.in. w 1938 organizował obóz Chorągwi na Wileńszczyźnie. W 1934 ukończył Szkołę Ekonomiczno-Handlową w Krakowie i pracował jako urzędnik w okręgowej dyrekcji Kolei Państwowych. W latach 1935–1936 odbył jednoroczną służbę wojskową w szkole podchorążych rezerwy. Na stopień podporucznika został mianowany ze starszeństwem z 1 stycznia 1938 i 3007. lokatą w korpusie oficerów rezerwy piechoty.
Brał udział w wojnie obronnej 1939. Od 17 września przebywał na terenie Węgier. Udzielał się w środowisku harcerskim (obozy w Somloszoeloes i Szikszo), został mianowany podharcmistrzem; współpracował z polskim konsulatem w Budapeszcie. Przed zajęciem Węgier przez Niemców przedostał się do Jugosławii, potem służył na Bliskim Wschodzie i we Włoszech w 2 Korpusie Polskim. Dosłużył się stopnia wojskowego kapitana, a w harcerstwie – harcmistrza. Brał udział w pracach Starszego Harcerstwa przy Polskich Siłach Zbrojnych.
Po wojnie osiadł w Anglii. Kontynuował działalność w Starszym Harcerstwie, organizował kursy instruktorskie, wyprawy żeglarskie, brał udział w konferencjach i uroczystościach harcerskich. W 1960 organizował harcerski Zlot Jubileuszowy w Litford. Wchodził w skład władz ZHP na emigracji; był skarbnikiem Naczelnictwa (1952), sekretarzem generalnym ZHP (od 1953), wiceprzewodniczącym ZHP (od 1967). Redagował kilka emigracyjnych pism harcerskich – "Biuletyn Informacyjny Naczelnictwa ZHP" (wydawany od 1946), "Komunikat Informacyjny" (wydawany od 1949), "Wiadomości Urzędowe" (wydawane od 1949), "Komunikat Prasowy" (wydawany w latach 1953-1958), "Ognisko Harcerskie" (1968).
Obok pracy w harcerstwie działał w innych organizacjach na uchodźstwie. Był członkiem zarządu Stowarzyszenia Polskich Kombatantów w Wielkiej Brytanii, członkiem zarządu Związku Polskich Klubów Sportowych w Wielkiej Brytanii, członkiem zarządu Polskiej Macierzy Szkolnej Pomoc Dzieciom Polskim z Niemiec i Austrii. Władze emigracyjne odznaczyły go m.in. Krzyżem Kawalerskim Orderu Polonia Restituta.
Został pochowany na Cmentarzu North Sheen w Londynie.

## Życie prywatne
Był dwukrotnie żonaty. Pierwszą żonę Olgę z Kamińskich poślubił na Węgrzech; po wyjeździe męża pozostała ona w Jugosławii, gdzie brała udział w akcji przerzutu oficerów zbiegłych z niewoli na Bliski Wschód. Została aresztowana, była więziona w Belgradzie (urodziła w więzieniu syna), następnie sądzona w Berlinie i tam stracona 9 marca 1943 (w wieku 20 lat). Syn z tego małżeństwa, Marek, został inżynierem górnikiem. Z drugiego małżeństwa (z Danutą) także miał syna, Andrzeja ekonomistę zamieszkałego w Wielkiej Brytanii.